# 長野県道457号馬寄小沢線
長野県道457号馬寄小沢線（ながのけんどう457ごう うまよせこざわせん）は、長野県木曽郡木曽町を通る一般県道。
長野県に複数ある路線認定のみで区域決定されていない路線の一つ。

## 概要

### 路線データ
- 起点：木曽郡木曽町大字日義字馬寄
- 終点：木曽郡木曽町大字日義字小沢（原野交差点、国道19号交点）

## 通過する自治体
- 木曽郡木曽町

## 交差・接続する道路
- 国道19号 - 木曽郡木曽町大字日義字小沢（原野交差点、終点）